# Simonestus validus
Simonestus validus är en spindelart som först beskrevs av Simon 1898.  Simonestus validus ingår i släktet Simonestus och familjen flinkspindlar.
Artens utbredningsområde är Venezuela. Inga underarter finns listade i Catalogue of Life.